# قلب شجاع (مسلسل)
قلب شجاع (بالتركية: Deli Yürek)‏ هو مسلسل درامي اجتماعي تركي مدبلج إلى اللغة العربية باللهجة السورية تم إنتاجه في 1999 عرض على قناة أبوظبي في 2009 .

## البث
| الدولة | القناة الباثة | التاريخ | الرابط على القناة |
| ------ | ------------- | ------- | ----------------- |
| تركيا  |               |         |                   |
|        |               |         |                   |
|        |               |         |                   |

## الشخصيات الرئيسية
- كنان إميرزالي أوغلو - يوسف مير أوغلو (الحلقات 1- 113).
- زينب توكوش - زينب (الحلقات 10- 90).
- ميلدا بيكجان - زينب (الحلقات 91- 112).
- دمير كاراهان - الكبير (3- 113)
- كورشات ألنتشك - سافاش دوغان (1- 113).
- علي سورميلي - تركاي أتاجان (35- 90).
- إيبرو جوندوبي أوغلو - عائشة جول (41- 113).
- مهتاب بايري - نازلي (1- 113).
- أتيلا كاراغوز - علي (1- 113).
- إليف إينجي - غولتشين (1- 113).
- أنداتش هازندار أوغلو - غوكتشي (1- 71).
- أمين جورسوي - كوشتشو (1- 113).
- توفيق أوزدورو - الأستاذ عصمان (1 - 113)
- أحمد ينيلمز - صابري (1 - 113)
- يلماز توزون - يلماز (2- 84)
- سلطان أولهان - الأستاذ صالح (1 - 88)
- إريا ديميركول - عيسى (1 - 113)
- أتشيليا إلماس - غونجا (15 - 70)
- إيديل فرات - بيلور (32 - 113)
- محمد علي تونجر - عريف شاهين (16 - 35)

- نجمي أيكار - الخال (1 - 70)
- توتشي أونلوتورك - عائشو (1 - 70)
- مصطفى باشبوغ - سليم (35 - 113)
- بلال إينجي - الأب فخري (95 - 101)
- نجات إسلر - أوكتاي (24 - 36)
- أونور أونلو - أومور أونلو (20 - 46)
- إرجان سوت - متين (9 - 37)
- نرمين تونجر - شكرية (70 - 90)
- رجب ينير - زعيم (46 - 80)
- موتلو غوني - أوزجان (78 - 113)
- لطيف أكديك - حقي (40 - 112)
- كايا غوريل - الشيخ أكرم (40 - 52)
- توفيق بولات - أردال (47 - 90)
- غوركان أويغون - جيهان (91 - 113)
- أمين أولجاي - يعقوب (92 - 113)
- سلجوق يونتام - بوزو (99 - 113)

## ملخص القصة
يتحدث المسلسل عن يوسف شاب فقير يعمل مكانيكي ويتعرف به رجل مافيا كبير يحاول أن يضمه إلى فريقه ولكن يوسف يرفض بشدة وفي هذه الأثناء يحب يوسف ابنة الكبير زينب ومع الصدفة يكتشف يوسف ان الكبير هو قاتل والدته فهل يوسف سيبقى على حبه ام سيحاول الانتقام من قاتل والدته

## وصلات خارجية
- قلب شجاع على موقع IMDb (الإنجليزية)
- قلب شجاع على موقع كينوبويسك (الروسية)
- قلب شجاع على موقع ألو سيني (الفرنسية)
- قلب شجاع على موقع قاعدة بيانات الفيلم (الإنجليزية)

- Osman Sınav
- Osman Sınav Biyografi
- Kenan İmirzalıoğlu
- Deli Yürek
- Deli Yürek Bumerang Cehennemi
- Deli Yürek Müzikleri